# Питома вага
Питома вага — фізична величина γ, що дорівнює відношенню ваги тіла до його об'єму:
γ = G/V.
або:
{\displaystyle \gamma ={\frac {F_{\mathrm {G} }}{V}}={\frac {m\cdot g}{V}}=\rho \cdot g}
У Міжнародній системі одиниць питому вагу вимірюють у Н/м3.

## Питома вага гірських порід
Питома вага гірських порід залежить від питомої ваги породотвірних, акцесорних та рудних мінералів та їх відсоткового співвідношення. Для гірських порід питома вага, як правило, знаходиться в межах 2,0-3,5, а при збагаченні їх рудними мінералами — до 5. Питома вага мінералів знаходиться в межах 0,9-23, головних породотвірних мінералів — 2-3,4. Непостійність хімічного складу ряду мінералів спричиняє коливання їх питомої ваги на ±5 % (іноді — до 10 %).

## Питома вага рідини
- 1) Відношення власної ваги G деякого об'єму V рідини до цього об'єму, Н/м3: γ = G/V. Питома вага неоднорідної рідини в точці простору, зайнятого рідиною, виражається як границя названого відношення, написаного для елементарних величин ∆G і ∆V при прямуванні елементарного об'єму до нуля (при стягуванні цього об'єму в точку).

- 2) Добуток густини тіла ρ на прискорення вільного падіння g, γ = ρ•g. Величину γ іноді називають «об'ємною вагою», при цьому термін «об'ємний» використовують в іншому розумінні, як загальноприйнято.

### Питома вага рідини відносна
ПИТОМА ВАГА РІДИНИ ВІДНОСНА — безрозмірна величина, що дорівнює відношенню питомої ваги рідини до питомої ваги дистильованої води, взятої при температурі +4°С.